# Vachonium
Vachonium es un género de pseudoscorpiones de la familia Bochicidae. Se distribuyen por México en Yucatán hasta Belice.

## Especies
Según Pseudoscorpions of the World 2.0:
- Vachonium belizense Muchmore, 1973
- Vachonium boneti Chamberlin, 1947
- Vachonium chukum Muchmore, 1982
- Vachonium cryptum Muchmore, 1977
- Vachonium kauae Muchmore, 1973
- Vachonium loltun Muchmore, 1982
- Vachonium maya Chamberlin, 1947
- Vachonium robustum Muchmore, 1982

## Publicación original
- Chamberlin, 1947: The Vachoniidae - a new family of false scorpions represented by two new species from caves in Yucatan (Arachnida, Chelonethida, Neobisioidea). Bulletin of the University of Utah, Biological Series, vol.10, n. 4, p.1-15.